# 清泉溫泉
24°34′29″N 121°06′19″E / 24.5746520°N 121.1052059°E

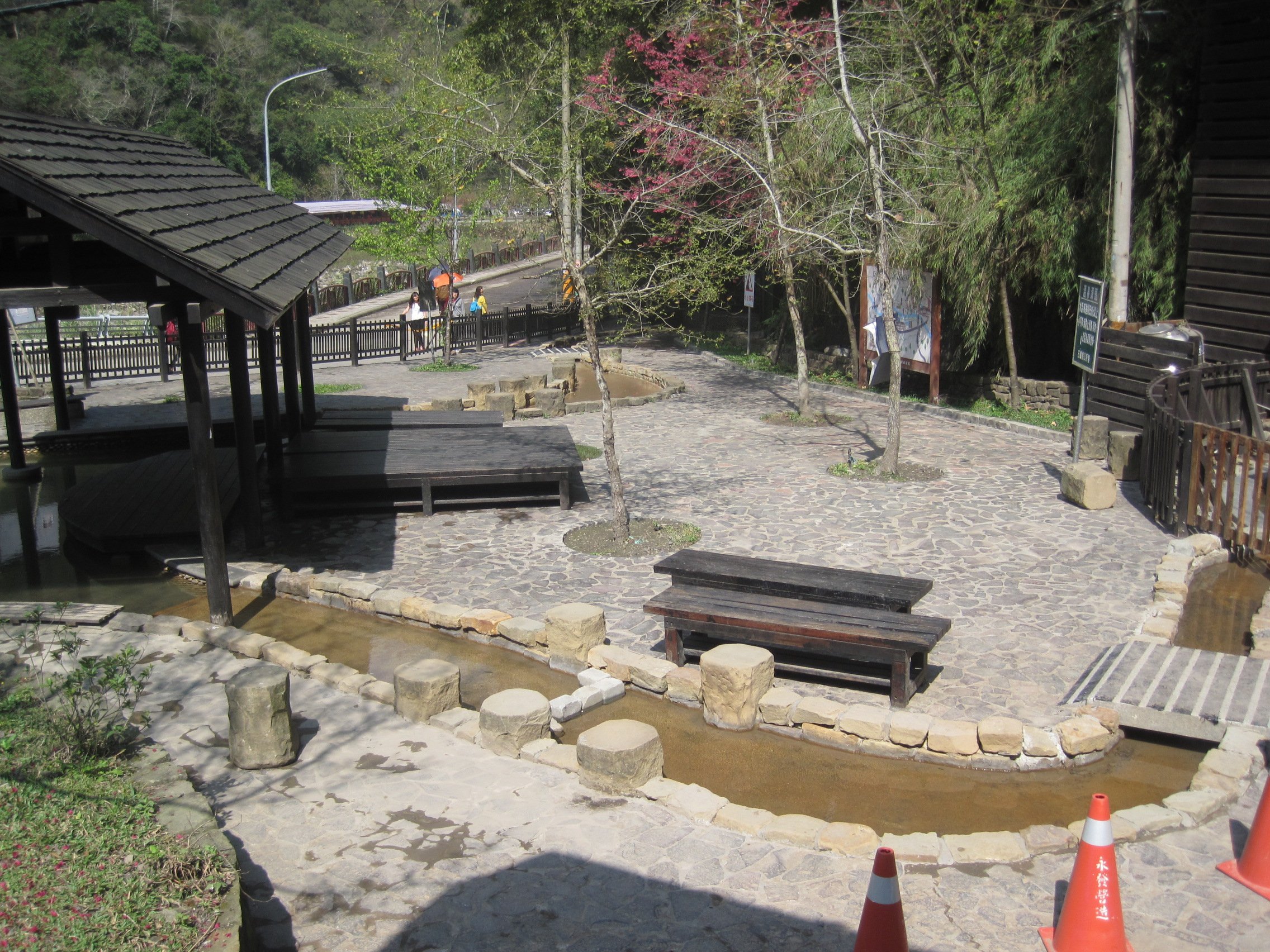
將軍湯；因落石而暫停開放。

清泉溫泉位於臺灣新竹縣五峰鄉桃山村，鄰近台灣原住民泰雅族及賽夏族部落、屬於上坪溪流域。依地質分類屬於臺灣西部麓山帶的沉積岩溫泉。

## 泉質
清泉溫泉水色清澈，無色無味，可飲用，泉溫約43－48℃，酸鹼值約pH6.6－6.7，含碳酸氫根離子約1,172ppm，鈉離子約491ppm，屬於中性碳酸氫鈉泉。

## 歷史

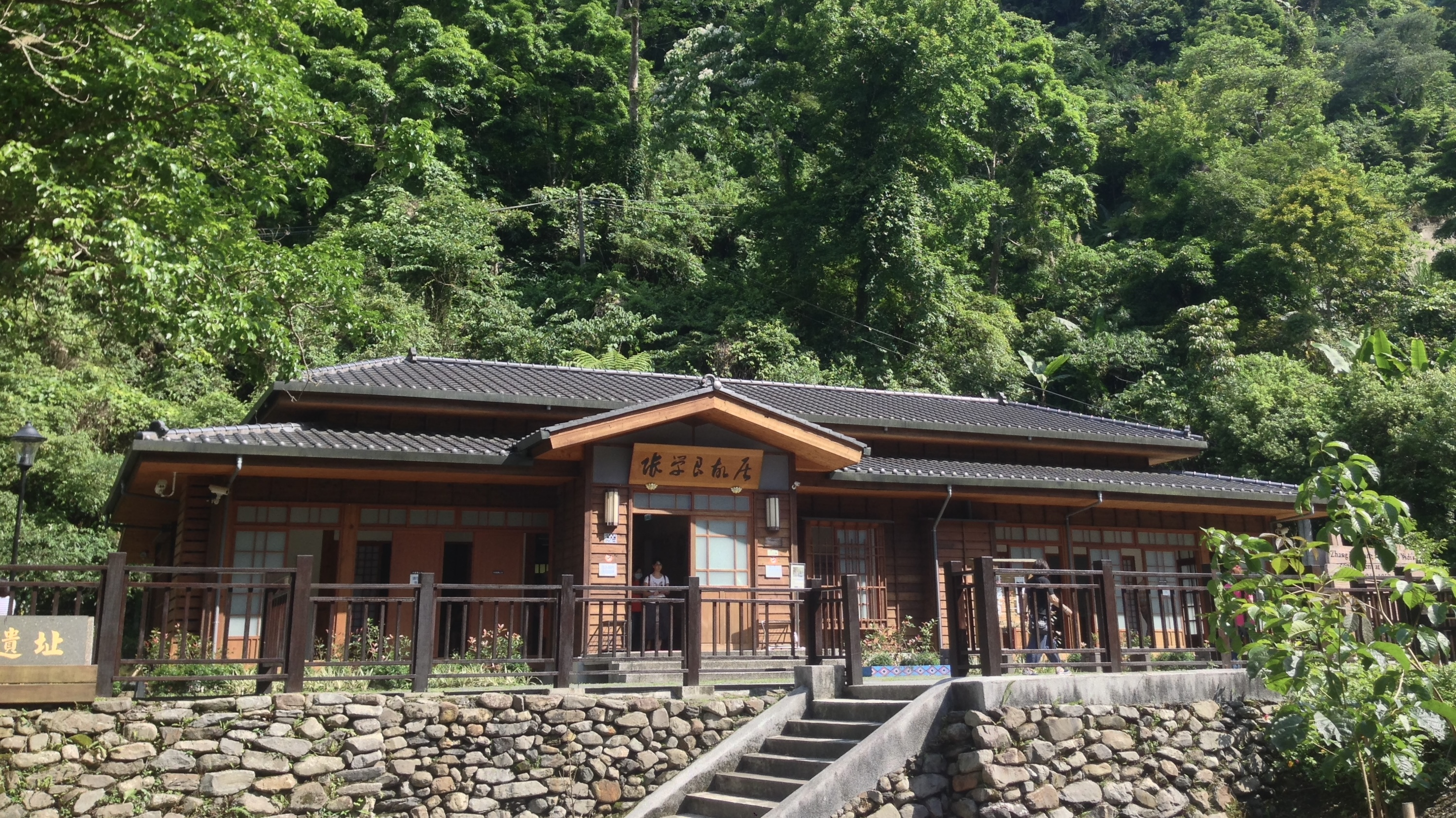
異地重建的五峰鄉張學良故居

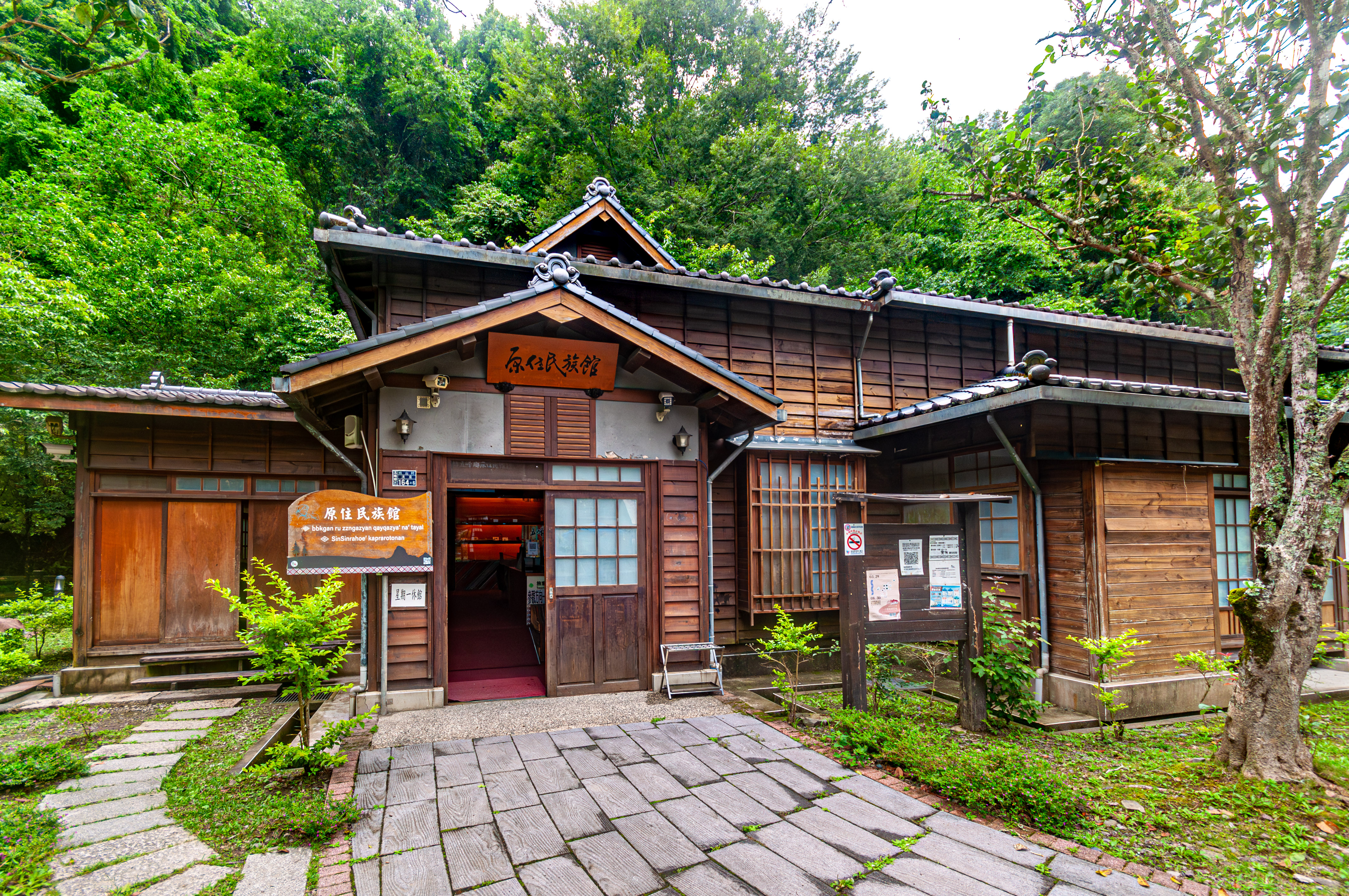
原住民族館

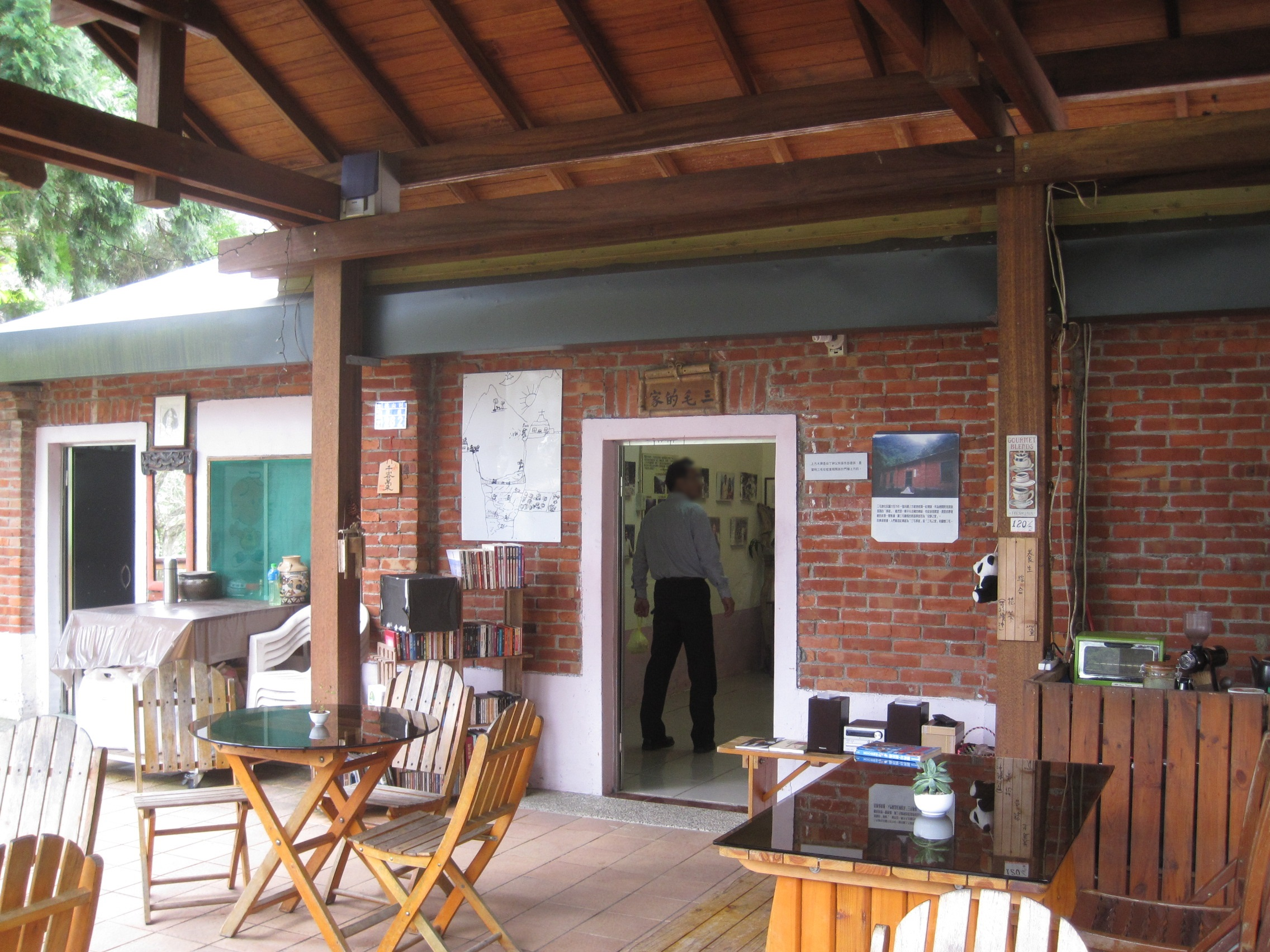
三毛夢屋，作家三毛在1980年代於新竹五峰清泉部落的住所。

該地區原為泰雅族原住民的居住地。清泉溫泉於日治時期1913年，由駐地的日本警員發現並加以開發，舊名為井上溫泉，當時以「溫泉試浴」名列新竹八景之一。1918年，開闢由新竹經竹東、上坪等地到井上的井上道路（現縣道122號），提升交通之便利性。因景觀類似京都近郊的嵐山，又稱嵐山溫泉。曾發生山洪暴發而被掩埋，後因九二一大地震地殼變動，重新出現。

## 現況
西安事變發動者少帥張學良，於1946年11月被移轉到此地軟禁居住，並有隨員監視，不得任意離開，當時負責監視的是軍統局張學良管理處中校主任劉乙光；1957年方被遷移至高雄西子灣。他與夫人居於日治時期所留下來的建築，後毀於1963年葛樂禮颱風所引發的洪水。目前其故居經新竹縣政府整修完畢，現已開放旅遊觀光，內容以介紹當地風土民情及張學良生平事跡為主。

## 外部連結
- 清泉石上流 清泉溫泉 （页面存档备份，存于）